# 세르주 각페
세르주 각페(프랑스어: Serge Gakpé, 1987년 5월 7일 ~ )는 APEA 아크로티리에서 라이트 윙어로 뛰는 토고의 프로 축구 선수이다. 프랑스에서 태어난 그는 토고 국가대표팀으로 전환하기 전에 청소년 수준의 프랑스 국가대표팀에서 뛰었다.

## 구단 경력
각페는 AS 모나코가 파트너 관계를 맺고 있는 그의 지역 클럽 UMS 퐁토콩보에서 선수 생활을 시작했다. 퐁토콩보에서의 그의 시간 동안, 그는 정기적으로 INF 클레르퐁텐의 세션에 참석했다. 퐁토콩보와 클레어퐁텐 관계자들에 의해 리그 1 팀에 추천된 후, 그는 2001년 공국에 기반을 둔 팀에 합류하기로 동의했다.
그의 이름으로 프로 계약을 맺지는 않았지만, 그는 2005-06 시즌 겨울 휴식기 이후 1군 선수단에 합류하여 2006년 1월 22일 RC 랑스와의 경기에서 1-1로 비겼다. 그는 경기에 선발 출전했을 뿐만 아니라, 7분에 첫 프로골을 넣었다. 그는 13경기에 더 출전했고, 그의 집계에 또 다른 골을 추가했다.
세르주는 그리고 나서 2007년 1월 4일에 그의 첫 프로 계약을 맺었고, 그 클럽과 3년 계약을 맺었다. 그는 그 계약에 1년을 더 추가했고, 그를 2011년까지 모나코와 연결시켰다. 그 다음 세 시즌 동안, 그의 출전 시간은 극적으로 증가했고, 76경기에 출전했고, 11골을 득점했다. 그의 활약은 잉글랜드 팀인 셰필드 웬즈데이, 첼시와 토트넘 홋스퍼, 그리고 스페인 팀인 바르셀로나와 같은 몇몇 유명한 유럽 클럽의 관심을 끌었다.
2011년 1월 28일, 각페는 리그 2의 FC 낭트로 이적했다. 2012년 1월 말, 각페는 벨기에의 스탕다르 리에주와 한 시즌 임대 계약을 맺었다고 발표되었다. 2014년 8월 30일, 그는 몽펠리에 HSC와의 경기에서 페널티킥 형식으로 유일한 골을 넣었다.

## 국가대표팀 경력
각페는 프랑스 국적을 가지고 있으며, 청소년 국가대표로 활동하고 있음에도 불구하고 토고 국가대표팀을 선택하였고, 2009년 9월 6일 모로코와의 2010년 FIFA 월드컵 예선 전에 소집되었다.
2013년 그는 팀이 8강에 올랐을 때 2013년 아프리카 네이션스컵에서 모든 경기에 출전했다.